# ハレルヤ (製菓業)

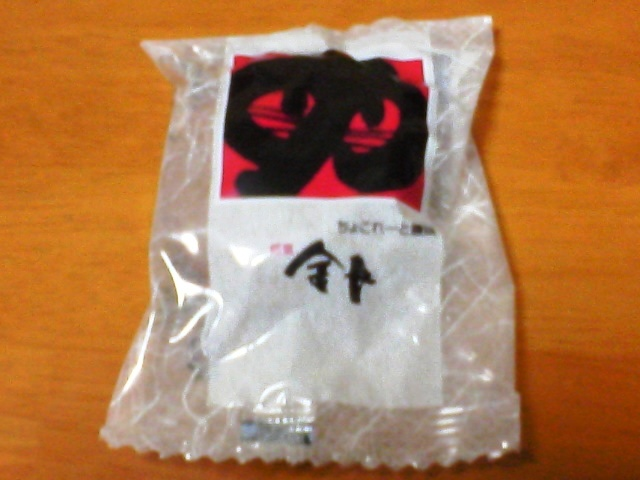
代表的な商品「金長まんじゅう」の外袋

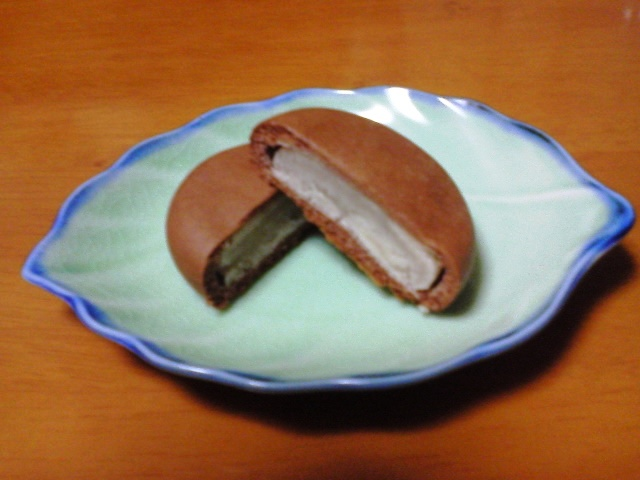
「金長まんじゅう」の中身

株式会社ハレルヤは、徳島県板野郡松茂町に本社を置く製菓企業。和菓子などの製造と販売を行っている。
本項では、前身となったハレルヤ製菓株式会社（徳島県小松島市）についても記述する。

## 沿革
- 1930年8月15日 - 岡武男が、徳島県小松島市にて創業する。
- 1937年 - 「金長まんじゅう」の販売を開始する。
- 1950年 - 第二次世界大戦の影響に伴い休止していた営業を再開する。
- 1952年6月28日 - 株式会社ハレルヤ製菓本店を設立する。
- 1963年3月15日 - ハレルヤ製菓株式会社へ社名変更。
- 1991年6月18日 - 松茂町に新工場を開設する。
- 2008年
  - 3月 - 創業地にあった小松島店を閉店する。
  - 4月 - 小松島市にある市岡製菓の社長・市岡通裕が、株式会社ハレルヤを設立する。
  - 6月1日 - ハレルヤ製菓株式会社の事業を株式会社ハレルヤに有償譲渡し、商品やブランドを新会社に継承する。

## 主な商品
金長まんじゅう（きんちょうまんじゅう）
チョコレートを練りこんだ皮に白餡を包んだ饅頭である。名称の「金長」は、地元に伝わる民話である『阿波狸合戦』の狸の名前からとられている。1937年、日本で初めて皮にチョコレートを用いた饅頭として製造を開始。1939年4月に公開された映画『阿波狸合戦』のヒットとともに著名となり、当時本州から徳島への主要な玄関口だった小松島港の名産品となった。2008年6月に製造元が事業譲渡された後も継続的に製造されている。

## 事業所・店舗
事業所
- 本社・工場：〒771-0220 徳島県板野郡松茂町広島字北川向四ノ越30番地
  - ハレルヤスイーツキッチンを併設している。

直営店
- ハレルヤスイーツキッチン：板野郡松茂町（本社／工場直売店）
- クレメント店・いも畑店：徳島市寺島本町西（クレメントプラザビル地下1階）
- ハレルヤスイーツキッチン・イオンモール徳島店：徳島市南末広町（イオンモール徳島)1階 タルト専門店「タルト・ソレイユ」併設